# Lithocarpus formosanus
Lithocarpus formosanus är en bokväxtart som först beskrevs av Sidney Alfred Skan, och fick sitt nu gällande namn av Bunzo Hayata. Lithocarpus formosanus ingår i släktet Lithocarpus och familjen bokväxter. IUCN kategoriserar arten globalt som akut hotad.
Artens utbredningsområde är Taiwan. Inga underarter finns listade.